# Peru a 2016. évi nyári olimpiai játékokon
Peru a brazíliai Rio de Janeiróban megrendezett 2016. évi nyári olimpiai játékok egyik részt vevő nemzete volt. Az országot az olimpián 11 sportágban 29 sportoló képviselte, akik érmet nem szereztek.

## Atlétika
Férfi
| Versenyző         | Versenyszám     | Előfutam | Előfutam | Előfutam | Döntő         | Döntő         |
| Versenyző         | Versenyszám     | Idő      | Hely.    | Össz.    | Idő           | Helyezés      |
| ----------------- | --------------- | -------- | -------- | -------- | ------------- | ------------- |
| David Torrence    | 5000 m          | 13:23,20 | 10.      | 10.      | 13:43,12      | 15.           |
| Luis Ostos        | 10 000 m        |          |          |          | 28:02,03      | 21.           |
| Raúl Machacuay    | Maraton         |          |          |          | 2:18:00       | 45.           |
| Cristhian Pacheco | Maraton         |          |          |          | 2:18:41       | 52.           |
| Raúl Pacheco      | Maraton         |          |          |          | 2:20:13       | 66.           |
| Paolo Yurivilca   | 20 km gyaloglás |          |          |          | 1:24:48       | 41.           |
| Luis Henry Campos | 50 km gyaloglás |          |          |          | nem ért célba | nem ért célba |
| Pavel Chihuán     | 50 km gyaloglás |          |          |          | 4:32:37       | 48.           |

| Versenyző     | Versenyszám | Selejtező | Selejtező | Döntő    | Döntő    |
| Versenyző     | Versenyszám | Eredmény  | Helyezés  | Eredmény | Helyezés |
| ------------- | ----------- | --------- | --------- | -------- | -------- |
| Arturo Chávez | Magasugrás  | 222 cm    | 29.       | kiesett  | kiesett  |

Női
| Versenyző         | Versenyszám     | Döntő         | Döntő         |
| Versenyző         | Versenyszám     | Idő           | Helyezés      |
| ----------------- | --------------- | ------------- | ------------- |
| Jovana de la Cruz | Maraton         | 2:35:49       | 36.           |
| Inés Melchor      | Maraton         | nem ért célba | nem ért célba |
| Gladys Tejeda     | Maraton         | 2:29:55       | 15.           |
| Kimberly García   | 20 km gyaloglás | 1:32:09       | 14.           |
| Jessica Hancco    | 20 km gyaloglás | 1:39:08       | 51.           |

## Birkózás

### Női
Szabadfogású
| Versenyző    | Versenyszám | Selejtező         | Nyolcaddöntő                             | Negyeddöntő       | Elődöntő          | Vigaszág első kör | Vigaszág elődöntő | Bronz- mérkőzés   | Döntő             | Helyezés |
| Versenyző    | Versenyszám | Ellenfél Eredmény | Ellenfél Eredmény                        | Ellenfél Eredmény | Ellenfél Eredmény | Ellenfél Eredmény | Ellenfél Eredmény | Ellenfél Eredmény | Ellenfél Eredmény | Helyezés |
| ------------ | ----------- | ----------------- | ---------------------------------------- | ----------------- | ----------------- | ----------------- | ----------------- | ----------------- | ----------------- | -------- |
| Yanet Sovero | 58 kg       | erőnyerő          | Jackeline Rentería (COL) · 2–6 kétvállas | kiesett           | kiesett           | kiesett           | kiesett           | kiesett           | kiesett           | 18.      |

## Cselgáncs
Férfi
| Versenyző     | Versenyszám | Selejtező         | 32-es főtábla                        | Nyolcaddöntő      | Negyeddöntő       | Elődöntő          | Vigaszág elődöntő | Bronz- mérkőzés   | Döntő             | Helyezés |
| Versenyző     | Versenyszám | Ellenfél Eredmény | Ellenfél Eredmény                    | Ellenfél Eredmény | Ellenfél Eredmény | Ellenfél Eredmény | Ellenfél Eredmény | Ellenfél Eredmény | Ellenfél Eredmény | Helyezés |
| ------------- | ----------- | ----------------- | ------------------------------------ | ----------------- | ----------------- | ----------------- | ----------------- | ----------------- | ----------------- | -------- |
| Juan Postigos | Légsúly     | erőnyerő          | Orkhan Safarov (AZE) · 000(2)–011(0) | kiesett           | kiesett           | kiesett           |                   |                   |                   | 17.      |

## Evezés
Férfi
| Versenyző         | Versenyszám  | Előfutam | Előfutam | Vigaszág | Vigaszág | Negyeddöntő | Negyeddöntő | Elődöntő | Elődöntő | Elődöntő | Döntő | Döntő   | Döntő | Helyezés |
| Versenyző         | Versenyszám  | Idő      | Hely.    | Idő      | Hely.    | Idő         | Hely.       | Típus    | Idő      | Hely.    | Típus | Idő     | Hely. | Helyezés |
| ----------------- | ------------ | -------- | -------- | -------- | -------- | ----------- | ----------- | -------- | -------- | -------- | ----- | ------- | ----- | -------- |
| Renzo León García | Egypárevezős | 7:21,04  | 4.       | 7:25,55  | 2.       | 7:30,91     | 6.          | C/D      | 7:37,34  | 5.       | D     | 7:02,28 | 2.    | 20.      |

Női
| Versenyző    | Versenyszám  | Előfutam | Előfutam | Vigaszág | Vigaszág | Negyeddöntő   | Negyeddöntő   | Elődöntő | Elődöntő | Elődöntő | Döntő | Döntő   | Döntő | Helyezés |
| Versenyző    | Versenyszám  | Idő      | Hely.    | Idő      | Hely.    | Idő           | Hely.         | Típus    | Idő      | Hely.    | Típus | Idő     | Hely. | Helyezés |
| ------------ | ------------ | -------- | -------- | -------- | -------- | ------------- | ------------- | -------- | -------- | -------- | ----- | ------- | ----- | -------- |
| Camila Valle | Egypárevezős | 9:30,60  | 5.       | 8:32,66  | 5.       | nem jutott be | nem jutott be | E/F      | 9:11,91  | 4.       | F     | 9:18,24 | 1.    | 31.      |

## Lovaglás
Díjugratás
| Versenyző     | Ló    | Versenyszám | Selejtező | Selejtező | Selejtező | Selejtező | Selejtező | Selejtező | Selejtező | Selejtező | Döntő   | Döntő   | Döntő   | Végeredmény | Végeredmény |
| Versenyző     | Ló    | Versenyszám | 1. kör    | 1. kör    | 2. kör    | 2. kör    | 2. kör    | 3. kör    | 3. kör    | 3. kör    | 1. kör  | 1. kör  | 2. kör  | Végeredmény | Végeredmény |
| Versenyző     | Ló    | Versenyszám | Bünt.     | Hely.     | Bünt.     | Össz.     | Hely.     | Bünt.     | Össz.     | Hely.     | Bünt.   | Hely.   | Bünt.   | Bünt.       | Helyezés    |
| ------------- | ----- | ----------- | --------- | --------- | --------- | --------- | --------- | --------- | --------- | --------- | ------- | ------- | ------- | ----------- | ----------- |
| Alonso Valdéz | Chief | Egyéni      | 6         | 51.       | 16        | 22        | 56.       | kiesett   | kiesett   | kiesett   | kiesett | kiesett | kiesett | kiesett     | kiesett     |

## Sportlövészet
Férfi
| Versenyző      | Versenyszám          | Selejtező | Selejtező | Elődöntő | Elődöntő | Döntő   | Döntő    |
| Versenyző      | Versenyszám          | Pont      | Helyezés  | Pont     | Helyezés | Pont    | Helyezés |
| -------------- | -------------------- | --------- | --------- | -------- | -------- | ------- | -------- |
| Marko Carrillo | Gyorstüzelő pisztoly | 557       | 24.       |          |          | kiesett | kiesett  |
| Marko Carrillo | Légpisztoly          | 566       | 43.       |          |          | kiesett | kiesett  |
| Marko Carrillo | Szabadpisztoly       | 536       | 35.       |          |          | kiesett | kiesett  |
| Francisco Boza | Trap                 | 109       | 28.       | kiesett  | kiesett  | kiesett | kiesett  |

## Súlyemelés
Férfi
| Versenyző    | Versenyszám | Szakítás | Szakítás | Lökés    | Lökés    | Összesen | Helyezés |
| Versenyző    | Versenyszám | Eredmény | Helyezés | Eredmény | Helyezés | Összesen | Helyezés |
| ------------ | ----------- | -------- | -------- | -------- | -------- | -------- | -------- |
| Hernán Viera | 105 kg      | 151      | 16.      | 200      | 14.      | 351      | 13.      |

Női
| Versenyző      | Versenyszám | Szakítás | Szakítás | Lökés    | Lökés    | Összesen | Helyezés |
| Versenyző      | Versenyszám | Eredmény | Helyezés | Eredmény | Helyezés | Összesen | Helyezés |
| -------------- | ----------- | -------- | -------- | -------- | -------- | -------- | -------- |
| Fiorella Cueva | 53 kg       | 65       | 12.      | 88       | 11.      | 153      | 11.      |

## Taekwondo
Női
| Versenyző    | Versenyszám | Nyolcaddöntő                        | Negyeddöntő       | Elődöntő          | Vigaszág elődöntő                  | Bronz- mérkőzés   | Döntő             | Helyezés |
| Versenyző    | Versenyszám | Ellenfél Eredmény                   | Ellenfél Eredmény | Ellenfél Eredmény | Ellenfél Eredmény                  | Ellenfél Eredmény | Ellenfél Eredmény | Helyezés |
| ------------ | ----------- | ----------------------------------- | ----------------- | ----------------- | ---------------------------------- | ----------------- | ----------------- | -------- |
| Julissa Diez | Légsúly     | Kim Szohi (Kim So-hui) (KOR) · 2-10 |                   |                   | Panipak Wongpattanakit (THA) · 2-4 | kiesett           |                   | 7.       |

## Torna
Női
| Versenyző     | Versenyszám      | Selejtező | Selejtező | Döntő    | Döntő    |
| Versenyző     | Versenyszám      | Pontszám  | Helyezés  | Pontszám | Helyezés |
| ------------- | ---------------- | --------- | --------- | -------- | -------- |
| Ariana Orrego | Talaj            | 13,166    | 54.       | kiesett  | kiesett  |
| Ariana Orrego | Felemás korlát   | 11,833    | 75.       | kiesett  | kiesett  |
| Ariana Orrego | Gerenda          | 12,733    | 67.       | kiesett  | kiesett  |
| Ariana Orrego | Egyéni összetett | 51,798    | 50.       | kiesett  | kiesett  |

## Úszás
Férfi
| Versenyző       | Versenyszám | Előfutam | Előfutam | Előfutam | Elődöntő | Elődöntő | Elődöntő | Döntő   | Döntő    |
| Versenyző       | Versenyszám | Idő      | Hely.    | Össz.    | Idő      | Hely.    | Össz.    | Idő     | Helyezés |
| --------------- | ----------- | -------- | -------- | -------- | -------- | -------- | -------- | ------- | -------- |
| Nicholas Magana | 100 m gyors | 51,53    | 8.       | 53.      | kiesett  | kiesett  | kiesett  | kiesett | kiesett  |

Női
| Versenyző     | Versenyszám | Előfutam | Előfutam | Előfutam | Elődöntő | Elődöntő | Elődöntő | Döntő   | Döntő    |
| Versenyző     | Versenyszám | Idő      | Hely.    | Össz.    | Idő      | Hely.    | Össz.    | Idő     | Helyezés |
| ------------- | ----------- | -------- | -------- | -------- | -------- | -------- | -------- | ------- | -------- |
| Andrea Cedrón | 200 m gyors | 2:05,33  | 7.       | 39.      | kiesett  | kiesett  | kiesett  | kiesett | kiesett  |

## Vitorlázás
Férfi
| Versenyző         | Versenyszám | Futam | Futam | Futam | Futam | Futam | Futam | Futam | Futam | Futam | Futam | Futam   | Pontszám | Helyezés |
| Versenyző         | Versenyszám | 1     | 2     | 3     | 4     | 5     | 6     | 7     | 8     | 9     | 10    | É       | Pontszám | Helyezés |
| ----------------- | ----------- | ----- | ----- | ----- | ----- | ----- | ----- | ----- | ----- | ----- | ----- | ------- | -------- | -------- |
| Stefano Peschiera | Laser       | 37    | 40    | 16    | 16    | 28    | 22    | 21    | 27    | 35    | (47)  | kiesett | 242      | 31.      |

Női
| Versenyző      | Versenyszám  | Futam | Futam | Futam | Futam | Futam | Futam | Futam | Futam | Futam | Futam | Futam   | Pontszám | Helyezés |
| Versenyző      | Versenyszám  | 1     | 2     | 3     | 4     | 5     | 6     | 7     | 8     | 9     | 10    | É       | Pontszám | Helyezés |
| -------------- | ------------ | ----- | ----- | ----- | ----- | ----- | ----- | ----- | ----- | ----- | ----- | ------- | -------- | -------- |
| Paloma Schmidt | Laser radial | 31    | 26    | 28    | 27    | 29    | 30    | 18    | (32)  | 30    | 29    | kiesett | 248      | 31.      |